# 三浦麻旅子
三浦 麻旅子（みうら まりこ、Mariko Miura）は、フォトグラファー。
音楽専科社の専属フォトグラファーから、山内順仁写真事務所を経て現在フリーランス。
音楽、ダンス、演劇、演能（味方團）の撮影を中心に活動。スライドショーでのコラボインスタレーションも行う。

## 経歴
東京デザイナー学院グラフィック科卒業。
日本ユニセフ協会視察同行撮影。(福島、ブータ ン、ナイジェリア、南ス ーダン 、ウクライナ 、西アフリカのニジェール) 
仲井戸”CHABO”麗市、麗蘭、甲斐よしひろ、村越“HARRY”弘明などミュージシャンの撮影も多数手掛ける。
1997年『写真家はインドをめざす』（青弓社）に『マルチサーカス』を執筆。
2006年11月に書道準師範合格 雅号『颯月（そうげつ）』
2006年頃から　一瞬も姿を留めない水と光、風の醸し出す色や造形に『再生』のエネルギーを感じて日本各地にて滝を撮り始める。
2012年『LiVE 原田芳雄写真集』（リトルモア）
劇団おぼんろの末原拓馬と共に、スライドショーとモノガタリを組み合わせた『フォトシアター』を始動。
apriori　http://apriori-art.com/artist/ に参加